# Why Have There Been No Great Women Artists?

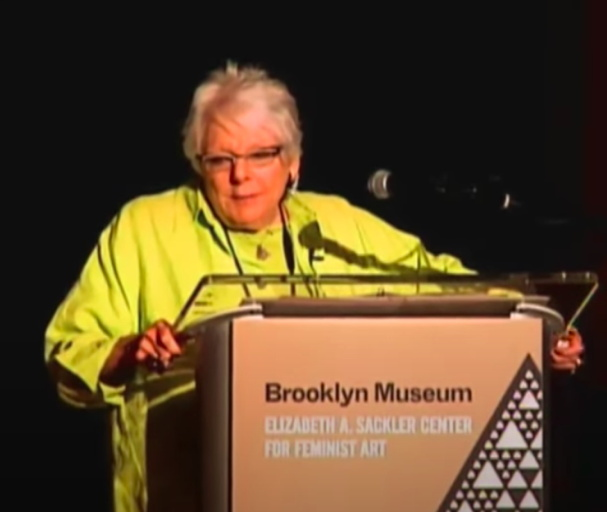
Linda Nochlin, Brooklyn Museum, 2012

"Why Have There Been No Great Women Artists?" ("Por que não houve grandes mulheres artistas?") é um ensaio de 1971 da historiadora de arte norte-americana Linda Nochlin. É conhecido por sua contribuição à história e teoria da arte feminista, e seu exame dos obstáculos institucionais que impedem as mulheres de ter sucesso nas artes.
O ensaio de Linda Nochlin é um marco na crítica de arte feminista e trouxe questionamentos fundamentais sobre a ausência de mulheres no panteão dos "grandes mestres" da história da arte. No texto, Nochlin rejeita explicações simplistas, como a falta de genialidade ou talento inato nas mulheres, e desafia as estruturas institucionais e culturais que moldaram a exclusão das mulheres do meio artístico ao longo dos séculos. A autora analisa como a construção social da arte e os modelos de ensino e patronato foram desenhados para beneficiar artistas homens, deixando as mulheres fora das mesmas oportunidades de educação, recursos e reconhecimento.

## Contexto Histórico e Propósito
Nochlin escreveu o ensaio em um momento de expansão do movimento feminista, quando as mulheres de diversas áreas estavam desafiando normas e estruturas opressoras que as limitavam. O artigo parte de uma crítica ao próprio conceito de “grande artista”, que, segundo Nochlin, é historicamente construído dentro de uma narrativa masculina. A autora sugere que a sociedade e as instituições de arte, mais do que a habilidade individual, desempenham um papel crucial na definição de quem é considerado um “gênio” ou um “mestre” na arte.

## Desconstruindo o Mito do Gênio
Um dos principais pontos do ensaio é a desconstrução do “mito do gênio”, que frequentemente coloca artistas como Michelangelo, Rembrandt e Van Gogh em um pedestal isolado. Nochlin argumenta que o gênio artístico é uma construção ideológica, enraizada em normas patriarcais, que idealiza o homem artista como um ser excepcional e criador divino, separando-o do contexto social e das oportunidades de aprendizado que o permitiram florescer. Segundo Nochlin, essa concepção exclui as mulheres por não levar em conta o contexto social e institucional que molda as oportunidades de formação e reconhecimento.
Ela argumenta que o conceito de gênio na arte ocidental está enraizado numa visão romântica do artista como alguém extraordinário e incomum, dotado de uma habilidade quase mística, supostamente “divina”, para criar obras-primas. Esse conceito do gênio serve a um propósito específico: legitimar e enaltecer os artistas masculinos, atribuindo ao talento artístico uma qualidade transcendental e quase sobrenatural. Nochlin observa que esse mito é parte da construção histórica do campo da arte, sustentado por instituições como academias, colecionadores e críticos, que moldaram a narrativa de quem poderia ou não ser reconhecido como "grande".
Esse sistema, para Nochlin, é de natureza excludente: ao definir a genialidade como uma condição quase mágica ou inata, invisibiliza os fatores concretos que contribuem para o sucesso de um artista – como acesso à educação, contatos profissionais, apoio financeiro e reconhecimento institucional. Para ela, é significativo que esse mito não leve em conta as condições materiais da produção artística e o papel que o ambiente e os privilégios sociais têm na formação dos chamados “gênios”. Homens, especialmente de classes favorecidas, tinham acesso aos recursos, ao treinamento e às oportunidades necessários para desenvolver e exibir suas habilidades artísticas, enquanto as mulheres eram sistematicamente impedidas de acessar esses mesmos meios. Portanto, o mito do gênio omite essa realidade social ao atribuir o sucesso a uma habilidade inata, como se ele estivesse destinado a emergir independentemente de qualquer circunstância.
Ainda, Nochlin expõe que o mito do gênio é construído em torno de um tipo específico de narrativa: a do artista como herói, alguém que transcende as normas, resiste às dificuldades e finalmente triunfa. Tal narrativa foi construída em torno de figuras masculinas e celebrou qualidades como ambição, individualidade e perseverança, ignorando que as mulheres, por fatores culturais e educacionais, eram desencorajadas de adotar tais características e geralmente colocadas em posições subalternas, voltadas para o trabalho doméstico e a vida familiar.
Ao desconstruir o mito do gênio, Nochlin não apenas revela como esse conceito serviu para justificar a exclusão das mulheres, mas também como ele reforça e perpetua as desigualdades dentro da história da arte. Ela argumenta que, para alcançar uma verdadeira igualdade, é essencial desmantelar essas noções que romantizam e essencializam o talento e ignoram o papel das instituições e das estruturas de poder na criação do que chamamos de “grandes artistas” e nos leva a refletir sobre a própria natureza da “grandeza” e sugere que, ao insistirmos na ideia de gênio, continuamos a reforçar um modelo de reconhecimento artístico obsoleto e excludente.

## Barreiras Institucionais e Educacionais
Nochlin examina as limitações que impediam as mulheres de obterem formação artística adequada, uma das barreiras mais significativas para o desenvolvimento de uma carreira de sucesso na arte. Ela aponta que, durante séculos, as mulheres foram proibidas de estudar o corpo nu, um componente essencial da formação em academias de arte, o que as excluía do aprendizado completo das técnicas de pintura e escultura. Isso se refletiu em sua capacidade de dominar certos temas considerados “nobres”, como cenas históricas e religiosas, e limitou as mulheres a temas mais “domésticos” e “decorativos”, considerados menos dignos e menos prestigiados.

## Condições Sociais e o Papel da Mulher
O ensaio também explora as restrições sociais que moldavam as vidas das mulheres, impondo-lhes o papel de esposas e mães e limitando suas oportunidades de desenvolvimento artístico. A própria estrutura social dificultava a liberdade e a independência necessárias para a prática artística. Nochlin argumenta que o papel esperado das mulheres na sociedade restringia sua capacidade de se dedicarem à carreira de artista com o mesmo nível de comprometimento e liberdade que era permitido aos homens.

## A Questão do Reconhecimento e do Mercado de Arte
Nochlin também aponta que o reconhecimento e o sucesso no mercado de arte eram (e continuam a ser) definidos por uma elite predominantemente masculina, que privilegiava artistas homens. As obras de mulheres frequentemente não eram incluídas em grandes exposições, e suas criações raramente recebiam o mesmo valor de mercado que as de seus colegas masculinos. Este desequilíbrio no mercado de arte reforça a ideia de que o status de “grande artista” é, em grande parte, uma questão de reconhecimento institucional.

## O Legado e a Relevância Contemporânea do Ensaio
O ensaio de Nochlin é amplamente considerado um ponto de virada nos estudos de arte feminista e na história da arte em geral. Ao expor as estruturas que impedem o reconhecimento e a ascensão das mulheres na arte, Nochlin incentivou uma revisão crítica das instituições e da historiografia da arte, inspirando movimentos de busca e resgate da obra de mulheres artistas ao longo da história. Desde então, diversos pesquisadores têm se dedicado a recuperar as histórias e as obras dessas artistas, além de desafiar as normas e as estruturas que ainda perpetuam desigualdades.
Hoje, o ensaio de Nochlin permanece relevante, pois as questões de visibilidade, reconhecimento e igualdade de gênero na arte ainda são preocupações centrais. Museus, galerias e instituições culturais em todo o mundo ainda apresentam desproporcionalmente mais homens em suas coleções e exposições. Além disso, o ensaio inspirou debates sobre como expandir o cânone da história da arte para incluir uma diversidade de vozes, questionando não apenas a ausência das mulheres, mas também de artistas de diversas origens étnicas, raciais e sociais.
“Why Have There Been No Great Women Artists?” permanece um texto fundamental para quem busca entender as intersecções entre gênero, sociedade e arte. Nochlin não apenas revelou as injustiças da história da arte, mas também incentivou um novo olhar crítico sobre o valor, o reconhecimento e a construção da “grandeza” na arte. Através de sua análise, Nochlin nos convida a questionar as narrativas que definem o que é ser um “grande artista” e a reconhecer a importância de desmantelar as estruturas que continuam a limitar o acesso e o reconhecimento de mulheres e outras minorias na arte.

## Tradução em Língua Portuguesa
O ensaio de Linda Nochlin, de enorme impacto na História da Arte no século XX, só teve a primeira tradução publicada em Língua Portuguesa em 2016, ou seja, quase meio século depois de seu lançamento.